# ديفيد جونسون (مصور)
ديفيد جونسون (بالإنجليزية: David Johnson)‏ هو مصور أمريكي، ولد في 1926 في جاكسونفيل في الولايات المتحدة.